# Водно-моторный спорт

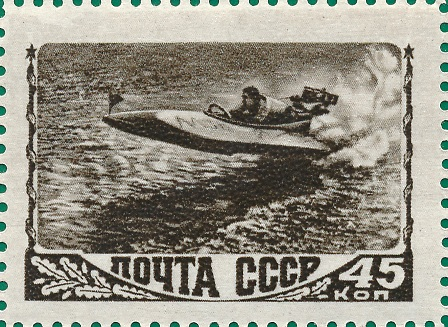
Почта СССР, 1948 г. Водно-моторный спорт.

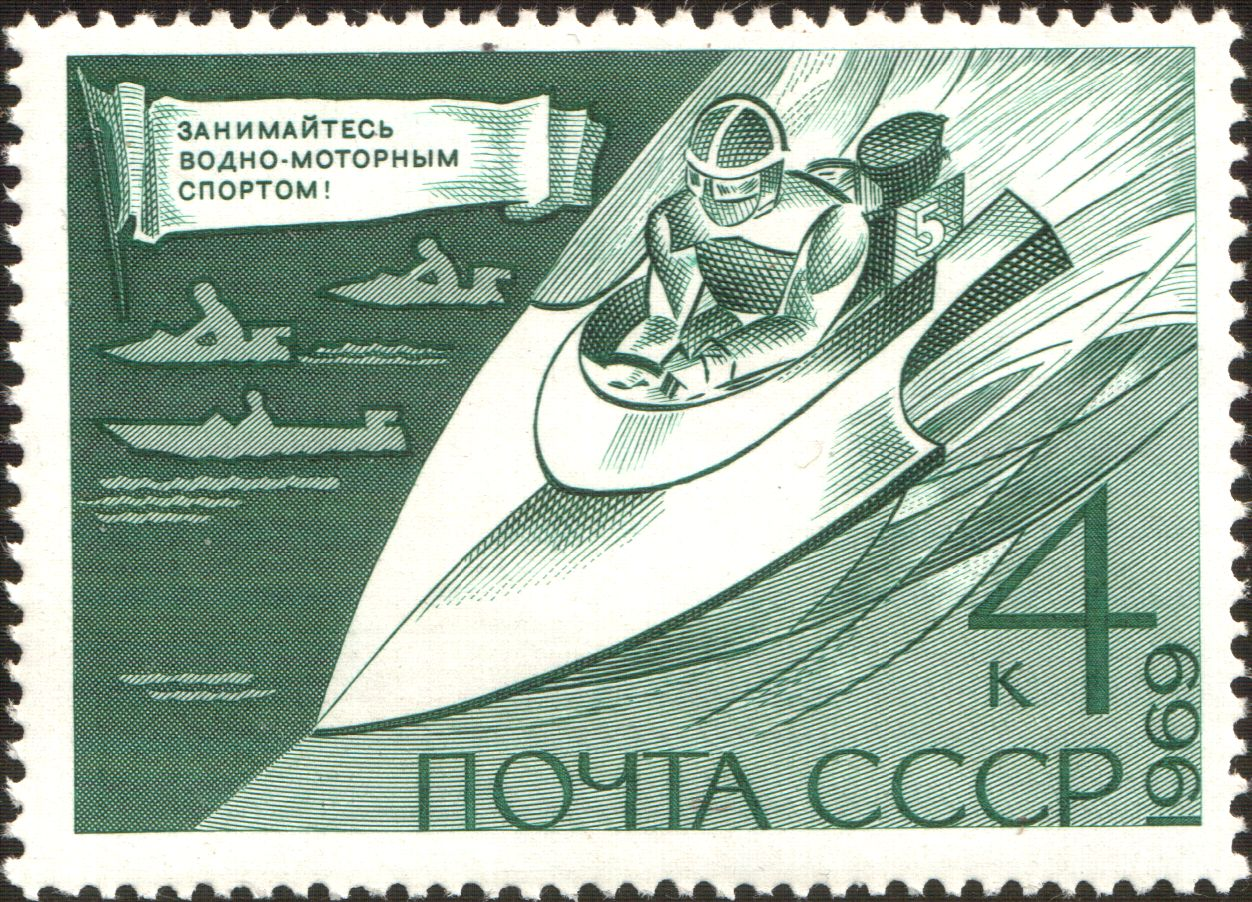
Марка СССР, 1969 г.ː Гонки на скутерах.

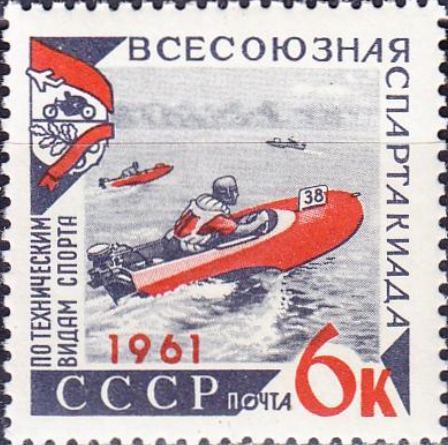
Почта СССР, 1961 г.

Водно-моторный спорт — техническая спортивная дисциплина, представляющая собой состязания на скорость на воде с использованием моторных плавсредств.                                                                                                                                                                                                                                                                                                                                                                                                                                                                                                                                                                                                                       
Соревнования проводятся с целью:
- выявления сильнейших спортсменов и команд;
- повышения мастерства и достижения наилучших результатов.

## Классы судов
Соревнования (в России) проводятся в классах судов: СН-175, GT-15, GT-30, С-350, С-500, S-550, СТОК-350, ОН-350, ОН-500, Р-1000, Р-1500, Р-2000, Р-2500, О-500, Т-550, JT-250, Formula Future

### Классы юношей
| СН-175   | : | Двигатель объемом 175 см3 — «Ветерок-8» (то есть 8 л. с.); корпус с обводами глубокой V (то есть килевая лодка); |
| GT-15    | : | Двигатель омологированный до 15 л.с.; корпус с обводами глубокой V;                                              |
| JT-250   | : | Двигатель импортный до 250 см³; корпус с обводами глубокой V;                                                    |
| GT-30    | : | Двигатель омологированный до 30 л.с.; корпус с обводами глубокой V;                                              |
| СТОК-350 | : | Двигатель до 350 см3, разрешена установка гоночного редуктора и гоночного зажигания; корпус — любая трёхточка;   |

Formula FutureЮношеские классы спортивных мотолодок «Формула будущего»
| Класс Дельфин 6-7 лет Лодки типа RIB, с подвесными моторами, 5-8 л. с. для 2-х тактных моторов, 8 л. с. для 4-тактных моторов. Управление румпельное. |
| Класс 1 8-9 лет Лодки типа RIB, с подвесными моторами, 5-8 л. с. для 2-х тактных моторов, 8 л. с. для 4-тактных моторов. Управление румпельное.       |
| Класс 2 10-11 лет Лодки типа RIB, с подвесными моторами, 5-8 л. с. для 2-х тактных моторов, 8 л. с. для 4-тактных моторов. Управление румпельное.     |
| Класс 3 12-13 лет Лодки типа RIB, с подвесными моторами, 5-8 л. с. для 2-х тактных моторов, 8 л. с. для 4-тактных моторов. Управление румпельное.     |
| Класс 4 14-15 лет Лодки типа RIB, с подвесными моторами, 10-15 л. с.. Управление рулевое.                                                             |
| Класс 5 16-18 лет Лодки типа RIB, с подвесными моторами, 10-15 л. с.. Управление рулевое.                                                             |

### Классы взрослых
| С-350                  | : | Двигатель объемом до 350 см3 - обычно "Нептун-23, "Привет-22" или "Привет-25 спорт"; корпус любой конструкции; |
| С-500                  | : | Двигатель (500 кубиков) - "Вихрь-30"; корпус любой конструкции; |
| ОН-350                 | : | Скутер. Двигатель гоночный объемом до 350 см3, отечественного производства (форсированный) с количеством цилиндров не более 2; корпус - любая трёхточка; |
| ОН-500                 | : | Скутер. Двигатель гоночный объемом до 500 см3, отечественного производства (форсированный) с количеством цилиндров не более 2; корпус - любая трёхточка; |
| Р-1500, Р-2000, Р-2500 | : | Глиссеры. Гоночное судно со стационарным двигателем. Двигатель любого производства с ограничением по кубатуре (Для Р-1500 рабочий объем цилиндров двигателя от 1001 до 1500 см3 вкл., для Р-2000 - от 1501 до 2000 см3, для Р-2500 - от 2001 до 2500 см3 соответственно). Тип и конструкция корпуса - без ограничений с усилением фальшбортов и задней спинки кокпита листом стали не менее 1 мм между листами авиационной фанеры толщиной не менее 5 мм. |

### Международный класс
| О-500 | : | Класс гоночных скутеров. Двигатель гоночный (обычно «König») с количеством цилиндров не более 4; корпус - катамаран с капсулой безопасности, изготовленной из кевлара; скорость порядка 160 км/ч. |

## Проведение соревнований
Соревнования проходят в 3-4 дня:
- 1 день — день приезда,
- 2 день — тренировки и заезды всех классов юношей,
- 3 день — тренировки и заезды всех классов взрослых, награждение,
- 4 день — резервный.

Для каждого класса проводится 3 заезда протяженностью 5 миль, результаты формируются по двум лучшим гонкам. В случае равенства очков учитывается количество занятых мест и средняя скорость на круге.

## Управляющие организации
Существует ряд организаций, осуществляющих контроль, классификацию, управление и распространение различных видов водно-моторного спорта. Основным является Всемирный союз водно-моторного спорта (Union Internationale Motonautique). Союз занимается организацией международных соревнований.

### Российская федерация
В России вышестоящей организацией является Федерация водно-моторного спорта России. Также существует ряд региональных федераций водно-моторного спорта.